# Родное дело
«Родно́е де́ло» — советский художественный фильм режиссёра Александра Ефремова, снятый в 1979 году на киностудии Беларусьфильм по сценарию Артура Макарова.

## Сюжет
Обретение себя, своего места в жизни – так можно определить главную тему нашего фильма. Судьба Ивана Шальнева позволяет говорить о важных социальных и нравственных процессах, протекающих в современной деревне, об ответственности человека перед обществом, о той силе, которая держит нас на родной земле.
Иван Шальнев покинул деревню пятнадцать лет назад. Казалось, что поманил его длинный рубль. А может быть, искал своё счастье. Теперь длинный рубль у него есть, и счастье тихой семейной жизни улыбнулось, а душевная маята с каждым годом становилась всё сильнее. И вот однажды решил он залётной птицей завернуть в своё родное село на отдых.
В скромной, безыскусно обставленной избе уже несколько часов волнуется шумное застолье. Перекрикивая нестройный хор развеселившихся гостей, Иван Шальнев берёт слово и с весёлой ехидцей говорит, что хоть и соскучился по селянам, но должен сообщить, что они с матерью здесь не задержатся.
И небрежная снисходительность к землякам, и чувство какой-то вины перед ними, и неосознанное стремление пустить пыль в глаза, и горечь по ушедшим годам, и душевный надрыв — всё это проскальзывает в словах и жестах Ивана, в его отчаянном, забубённом переплясе.
Иван Шальнев чувствовал себя человеком городским, вольным, думал, что приехал в отчий дом только погостить, на побывку. Однако вскоре, окунувшись в жизнь забытых им односельчан, он уже не мог оставаться этаким «залётным гостем», сохранять видимость позиции стороннего наблюдателя. Проникаясь делами и заботами близких, Иван Шальнев постепенно втягивается в решение острых производственных конфликтов, возникающих по вине руководителя одного из отделений совхоза. Именно в противоборстве с демагогом и очковтирателем Пестовым проявляется незаурядный характер и нравственная сущность Ивана.
Быстро наступила осень. Всё, что задумал Иван, сделать не успел. Но понял главное: счастье его оказалось здесь, с односельчанами, и он остаётся в деревне навсегда.

## В ролях
- Геннадий Егоров — Иван Шальнев

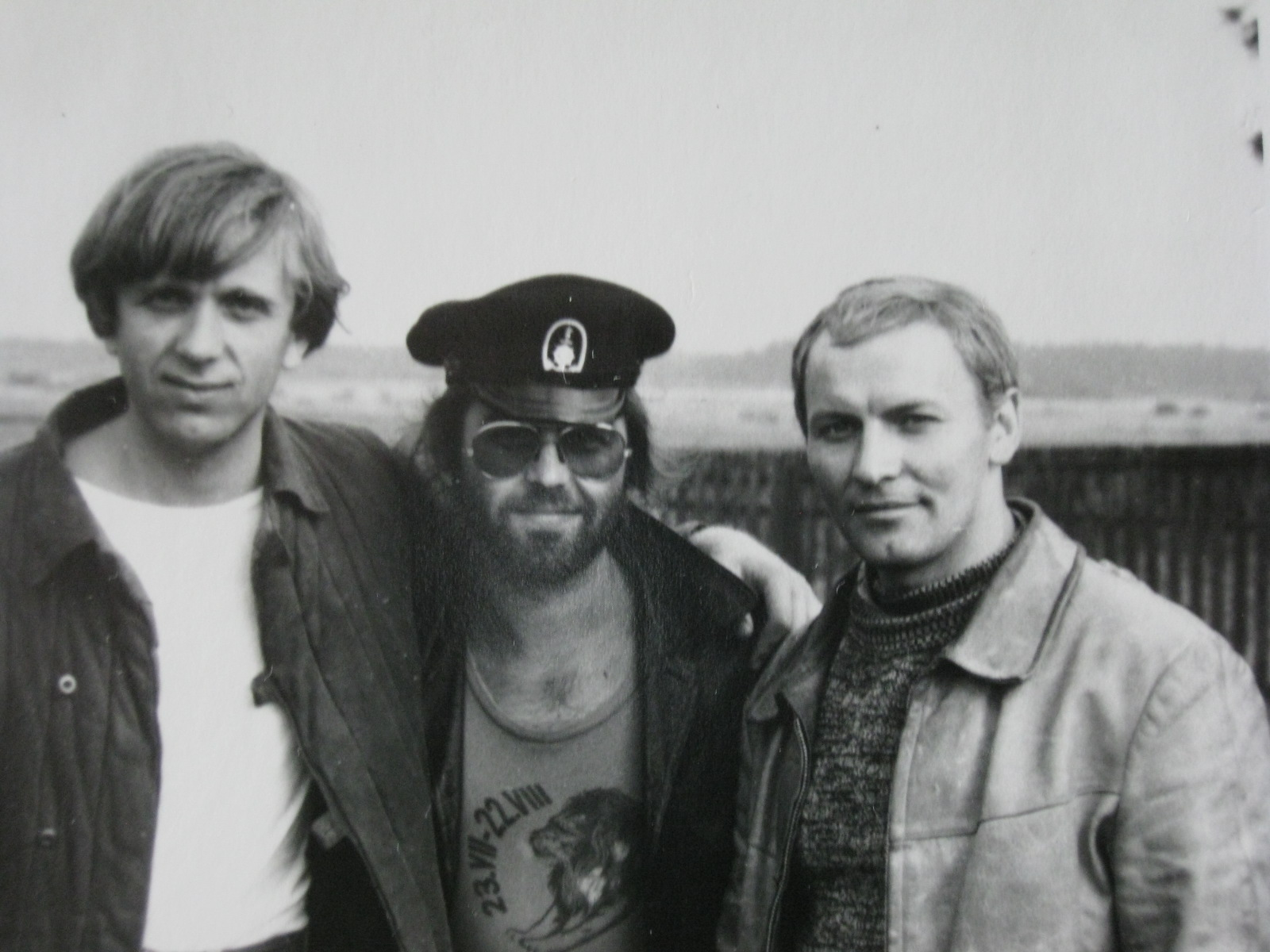
На съемочной площадке фильма «Родное дело» актёр Евгений Стеблов, режиссёр-постановщик Александр Ефремов, исполнитель главной роли Геннадий Егоров

- Стефания Станюта — мать, Евдокия Шальнева
- Антонина Лефтий — Лена
- Галина Макарова — Гоголиха
- Анатолий Кузнецов — Грачёв
- Юрий Катин-Ярцев — Пестов Зиновий Яковлевич
- Нина Русланова — Маруся
- Евгений Стеблов — Костя
- Марина Левтова — Раиска
- Анатолий Рудаков — Семён
- Юрий Дуванов — Василий

## Съёмочная группа
- Автор сценария: Артур Макаров
- Режиссёр-постановщик: Александр Ефремов
- Оператор-постановщик: Борис Олифер
- Композитор: Вениамин Баснер
- Художник-постановщик: Алим Матвейчук
- Звукорежиссёр: Владимир Мушперт
- Директор картины: Виктор Поршнев

## Премии и награды
В 1981 году на Всесоюзном параде молодых кинематографистов в городе Минске фильм «Родное дело» был назван лучшим на современную тему и получил Диплом жюри II Всесоюзного смотра-конкурса работ молодых кинематографистов.